# Nicholas Taylor
Nicholas William Taylor (ur. 17 listopada 1927 w Bow Island, zm. 3 października 2020 w Calgary) – kanadyjski geolog, biznesmen i polityk.

## Życiorys
Urodził się w Bow Island w Albercie. Taylor był przywódcą Partii Liberalnej w Albercie od 1974 do 1988 roku. Pomógł odbudować partię Liberalną, kiedy była najmniej popularna w jej historii. Taylor był kanadyjskim senatorem od 1996 do 2002 roku.